# 烏柳馬尼山
16°8′42″S 68°9′11″W / 16.14500°S 68.15306°W
烏柳馬尼山（Ullumani），是玻利維亞的山峰，位於該國西部拉巴斯省的佩德羅多明戈穆里略省，處於桑卡尤尼山和錢庫尼山以東、孔多里里山東北面，屬於安第斯山脈中玻利維亞瑞阿爾山脈的一部分，海拔高度4,428米。